# Meteoriopsis recurvifolia
Meteoriopsis recurvifolia là một loài Rêu trong họ Meteoriaceae. Loài này được (Hornsch.) Broth. mô tả khoa học đầu tiên năm 1906.